# Sillabario di Biblo
Il sillabario di Biblo, conosciuto anche come scrittura pseudo-geroglifica, proto-biblica, o biblica, è un sistema di scrittura indecifrato, conosciuto tramite dieci iscrizioni trovate a Byblos, incise su piatti e spatole in bronzo, e intagliate nella pietra. Scavate da Maurice Dunand, dal 1928 al 1932, e pubblicate nel 1945 nella sua monografia Byblia Grammata. Le iscrizioni sono convenzionalmente datate al secondo millennio a.C., probabilmente tra il XVIII e il XV secolo a.C.
Esempi di scrittura sono stati anche scoperti in Egitto, Italia, e Megiddo (Garbini, Colless).

## Descrizione della scrittura

### Le dieci iscrizioni
La scrittura di Byblos è di solito scritta da destra verso sinistra; i divisori di parola sono usati raramente. Le dieci iscrizioni note, chiamate in ordine alfabetico da a a j nel loro ordine di scoperta, sono:
- Due tavolette in bronzo rettangolari, documenti c (16×11 cm) e d (21×12 cm), con 225 e 459 caratteri, rispettivamente. Entrambe le tavolette sono scritte su entrambi i lati. I caratteri non erano eseguiti graffiando, ma dando colpi di martello sui ceselli che così lo scalfivano.
- Quattro "spatole" di bronzo (documenti b, e, f, e i, con 40, 17, 48, e 84 caratteri, rispettivamente). Queste spatole hanno una forma più o meno triangolare con un manico a "stelo di fiore" all'angolo più tagliente del triangolo. Esse sono grosso modo 5 per 9 centimetri e 1 mm di spessore. Non è nota quale funzione avessero, ma Dunand pensa siano "etichette" attaccate, per esempio, a oggetti votivi. Tutte le spatole sono scritte su entrambi i lati, eccetto la spatola e (su un lato soltanto). La scrittura è relativamente trascurata. Il testo sul dorso della spatula f è il solo noto che si legge da sinistra verso destra. Le spatole b e i usano brevi trattini verticali come divisori di parola.

 Iscrizione sulla spatula e. Il manico della spatola è rotto; vengono così fornite quattro possibili ricostruzioni del carattere più a sinistra danneggiato.
- Quattro frammenti di stele in pietra: documenti a, g, h, e j, con 116, 37, 7, e 13 caratteri rispettivamente. I caratteri sono intagliati accuratamente, con cospicue linee di base interlineari ("stile monumentale"). Dunand suggerisce che i frammenti h e j originariamente appartenessero allo stesso monumento; la composizione chimica del calcare di entrambi sembra identica. Il testo sul frammento g è scritto verticalmente, in cinque colonne. Il pezzo j ha tratti verticali, apparentemente come fossero dei divisori di parola.

### Iscrizioni correlate
Caratteri isolati del sillabario di Byblos sono stati anche trovati su vari altri oggetti, come asce e ceramica. Inoltre, una spatola è nota per avere sul davanti un'iscrizione fenicia e sul lato posteriore tracce di un'iscrizione proto-biblica; sono riconoscibili circa mezza dozzina di caratteri proto-biblici. L'iscrizione fenicia su questa spatola è datata al X secolo a.C., suggerendo che gli pseudo-geroglifici possano essere rimasti in uso più a lungo di quanto di solito si presumesse.
Inoltre, parte di un'iscrizione monumentale in pietra è stata trovata a Byblos in uno scritto che sembra intermedio tra gli pseudo-geroglifici e il successivo alfabeto fenicio. 21 caratteri sono visibili; la maggior parte di essi sono comuni a entrambe le scritture pseudo-geroglifiche e all'alfabeto fenicio, mentre i pochi segni rimanenti sono pseudo-geroglifici o fenici (Dunand, Byblia Grammata, pp. 135–138).

### Lista di segni

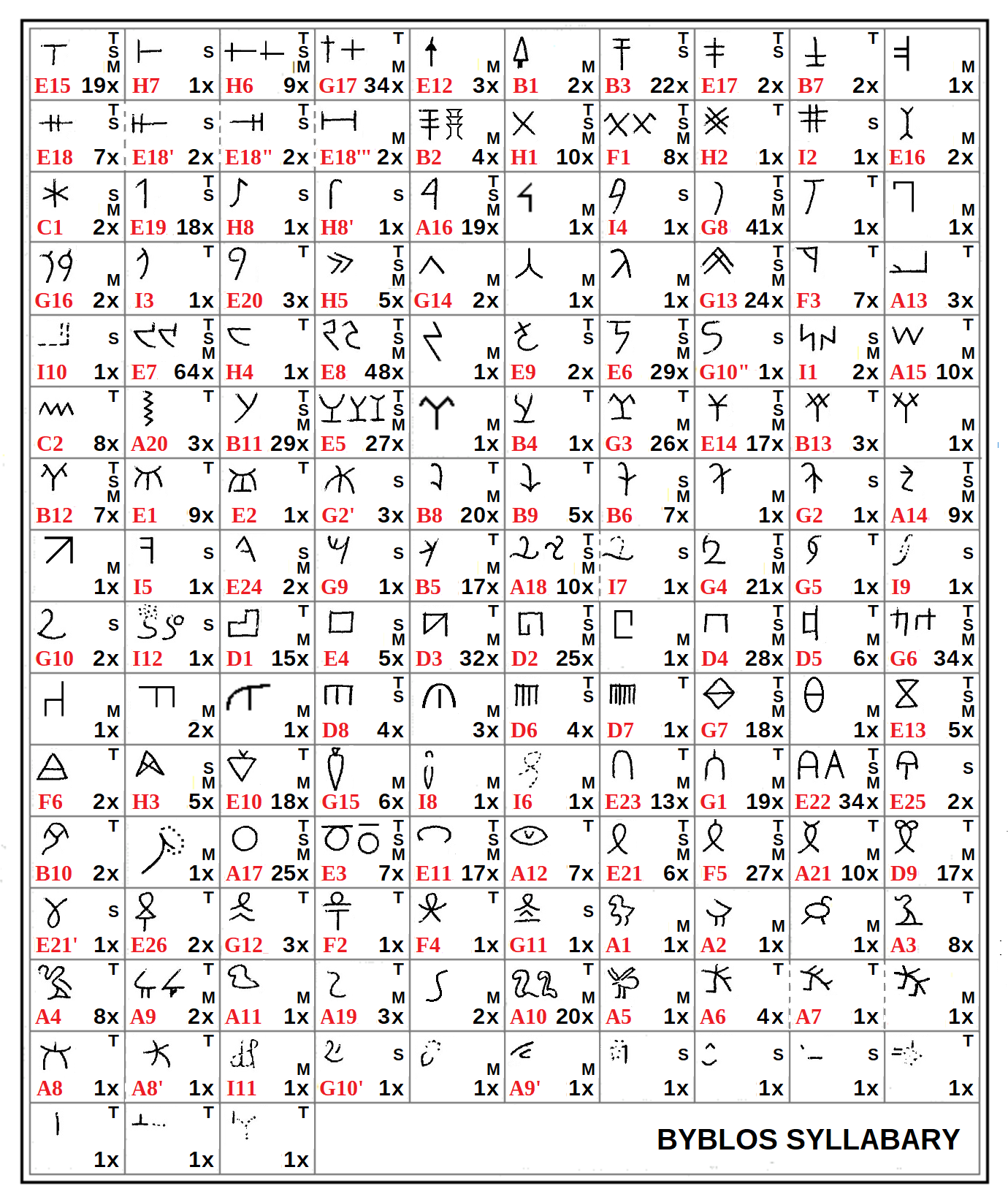
Lista di segni

Ogni cella della tabella in alto mostra un segno (in alto a sinistra), il suo numero di codice Dunand (in basso a sinistra), la sua frequenza (in basso a destra), e indica (in alto a destra) se è stato utilizzato su tavolette (T), spatole (S), o monumenti (M). Segni in celle differenti potrebberò in realtà essere varianti scritte di un singolo segno; per esempio, nella riga superiore i segni H6, G17, e E12 sono probabilmente lo stesso segno.

### Numero di segni diversi
Le dieci principali iscrizioni pseudo-geroglifiche contengono complessivamente 1046 caratteri, mentre il numero di 'segni', cioè caratteri diversi, è dato da Dunand pari a 114. Garbini ha notato che quest'ultimo numero è probabilmente troppo alto, per due ragioni. Prima, la lista di segni di Dunand include caratteri fortemente danneggiati, per cui è impossibile dire se essi costituiscano realmente un nuovo segno. Secondariamente, le varianti della scrittura esistevano in modo chiaro, per esempio tra lo "stile monumentale" delle stele e quello "lineare" delle spatole e tavolette. Mettendo in conto queste varianti il totale del numero dei segni si ridurrebbe.
Garbini stima che l'attuale numero di segni venga ad essere di circa 90, suggerendo che la scrittura sia un sillabario, dove ogni carattere era pronunciato come una sillaba, di solito una combinazione di consonante più vocale. Se il numero di consonanti fosse compreso tra 22 (come il più tardo alfabeto fenicio) e 28 (come quello ugaritico) e se il numero di vocali fosse di tre (le vocali originali semitiche erano a, i, e u) o da quattro a sei (se si include e e o, o una vocale muta), il totale numero di segni richiesto sarebbe tra 3×22=66 e 6×28=168, ovvero del giusto ordine di grandezza.

## Relazione ad altre scritture
Alcuni segni, per esempio , sembrano modificati dai comuni geroglifici egiziani, ma ci sono molti altri che non lo sono. Hoch (1990) pone in rilievo il fatto che molti dei segni sembrano derivare dalla ieratica dell'Antico Regno, piuttosto che direttamente da quella geroglifica. Si sa che già dal 2600 a.C. l'influenza egiziana su Byblos fosse forte, essendo peraltro il principale porto commerciale per l'esportazione del legno di cedro verso l'Egitto, e di conseguenza c'era una considerevole comunità di mercanti egiziani a Byblos. Perciò è probabile che il sillabario fosse stato escogitato da qualcuno a Byblos che ebbe modo di vedere i geroglifici egiziani e li avrebbe così poi utilizzati liberamente come modello per comporre un nuovo sillabario adattandolo nel modo migliore alla lingua nativa di Byblos — proprio come nella vicina Ugarit, alcuni secoli più tardi, venne inventato un alfabeto cuneiforme più facile da usare rispetto al complicato cuneiforme accadico.
Molti segni somigliano abbastanza alle lettere del successivo alfabeto fenicio: . Questo suggerisce che quest'ultimo fosse derivato in qualche modo dal sillabario. Perciò le iscrizioni sono potenzialmente un importante collegamento tra la scrittura geroglifica egiziana e il successivo abjads semitico derivato dal protocananeo. Colless (1998) pone in rilievo la stretta relazione con le scritture del discendente protocananeo e fenicio.

## Tentativi di decifrazione

### Dhorme (1946)
Il corpus di iscrizioni viene generalmente considerato troppo piccolo da permettere una decifrazione sistematica sulla base di un'analisi interna dei testi. Inoltre, già nel 1946, un anno dopo che Dunand pubblicasse le iscrizioni, la sua decifrazione venne rivendicata da Édouard Dhorme, un rinomato orientalista e precedente criptologista di Parigi. Egli notò che sul retro di una delle placche di bronzo vi fossero iscrizioni molto più brevi che terminavano con una riga di quasi sette identici segni simili a frecce, molto simili al nostro numero "1111111". Egli presumeva che questo fosse un numero (probabilmente "sette", sebbene Dhorme lo prendesse come 4×10+3=43 poiché quattro segni erano leggermente più grandi degli altri tre), e ipotizzò che nell'insieme l'iscrizione sul retro contenesse una datazione dell'iscrizione.
La parola direttamente prima dei sette segni "1" è costituita di quattro segni differenti: . Il primo segno (più a destra), danneggiato ma riconoscibile, e quello più a sinistra somigliano, rispettivamente, alle lettere 'b' e 't' del successivo alfabeto fenicio. Dhorme adesso interpretava l'intera parola ('b-..-..-t') come fenicia "b(a) + š(a)-n-t", "nell'anno (di)" (ebraico bišnat), fornendogli così il significato fonetico di tutti gli altri quattro segni. Egli sostituì questi nel resto delle iscrizioni, cercando a questo proposito parti riconoscibili di più parole fenicie che gli potessero dare la lettura di ulteriori segni. Alla fine egli propose le trascrizioni di 75 segni.

### Sobelman (1961)
Harvey Sobelman non cercò di trovare valori fonetici per i vari segni, ma cercò di determinare invece i limiti della parola e trovare modelli grammaticali, usando le tecniche linguistiche. Il giudizio di Daniels è che il risultato di Sobelman "andrebbe tenuto in conto in tutti i futuri lavori riguardanti questi testi".

### Martin (1962)
Malachi Martin categorizzò i vari segni in 27 "classi". Dopo aver pubblicato la "prima parte" della sua decifrazione, non pubblicò invece mai il seguito.

### Mendenhall (1985)
Nel 1985 un tentativo di traduzione venne pubblicato da George E. Mendenhall dell'Università del Michigan. Molti segni che riappaiono nel più tardo alfabeto fenicio furono ipotizzati da Mendenhall come aventi simile valore fonetico. Per esempio, il segno  che in fenicio ha il valore g (ebraico gimel), viene presunto come avente il valore fonetico ga. Un segno  somigliante al geroglifico egiziano , che significa "Re dell'Alto Egitto", viene interpretato come "mulku" (in semitico sta per 'regale'; confronta l'ebraico mèlekh, 're'), il quale fornisce la lettura fonetica mu. L'ultimo esempio rende chiaro che Mendenhall fece estensivamente uso del principio acrofonico, dove il valore fonetico di un segno sillabico viene ipotizzato uguale al suono iniziale della parola (semitica) per l'oggetto che viene rappresentato dal segno.
Mendenhall la considerava come una lingua molto antica semitica ("antica costiera"), prima di dividersi nei gruppi linguistici: semitica del nord-ovest (fenicia, ebrea) e semitica meridionale (araba). Egli datò i testi a circa 2400 a.C.